# Ibiza (film, 2019)
Pour les articles homonymes, voir Ibiza (homonymie).
Pour plus de détails, voir Fiche technique et Distribution.
Ibiza est un film français réalisé par Arnaud Lemort, produit en 2018 et sorti en 2019. 
Christian Clavier y tient le rôle principal, aux côtés de Mathilde Seigner.

## Synopsis
Philippe et Carole sont deux personnes divorcées qui viennent de se rencontrer. Mais, avant d'envisager toute relation sérieuse, Philippe doit s'attirer les faveurs des deux adolescents de Carole. Il fait alors un marché avec le fils aîné : s'il a son bac, il choisira la destination des prochaines vacances. Il choisit Ibiza. Philippe, qui est plutôt coutumier de vacances calmes dans la baie de Somme, va vivre un vrai choc.

## Fiche technique
- Titre : Ibiza
- Réalisation : Arnaud Lemort
- Scénario : Arnaud Lemort et Mathieu Oullion
- Musique : Julien Grunberg et Paul-Marie Barbier
- Son : Grégory Lannoy et Seppe van Groeningen
- Montage : Philippe Bourgueil
- Production : Thomas Verhaeghe et Mathieu Verhaeghe pour Atelier de Production, Gaumont, France 2 Cinéma[3]
- Société de distribution : Gaumont
- Budget : 12,5 millions d'euros
- Pays d'origine :  France
- Langue originale : français
- Genre : Comédie
- Durée : 87 minutes
- Année de production : 2018[1]
- Date de sortie : 
  - France : 3 juillet 2019

## Distribution
- Christian Clavier : Philippe
- Mathilde Seigner : Carole
- JoeyStarr : Frankie
- Olivier Marchal : Pascalou
- Frédérique Bel : Fleur
- Louis-Do de Lencquesaing : Michel
- Alexis Corso : Jordan
- Léopold Buchsbaum : Julien
- Xavier Robic : Roméo
- Laetitia Chambon : Sara, l'hôtesse de l'air
- Pili Groyne : Manon
- Cathy Guetta : Cathy
- Philippe Laudenbach : le père de Philippe
- Lola Aubrière (d) : Tara
- Marie de Dinechin : Maelle
- Anne-Sophie Soldaini : Justine
- Benoît DuPac : Didier

## Accueil

### Accueil critique
Le site Allociné recense une moyenne des critiques presse de 2,4/5. Du pour et du contre. Pour le magazine GQ : « Un film bien foutu, plutôt drôle, jamais ennuyeux ».

### Box-office
Le film sort le 3 juillet 2019 dans 557 salles. Il réalise 102 334 entrées pour sa première journée bien aidé par la Fête du cinéma. Pour sa première semaine, il cumule 300 924 entrées. Après 7 semaines d'exploitation, il comptabilise 629 425 entrées.
| Pays ou région | Box-office      | Date d'arrêt du box-office | Nombre de semaines |
| -------------- | --------------- | -------------------------- | ------------------ |
| France         | 629 425 entrées | 21 août 2019               | 7                  |
| Total mondial  | 5 635 787 $     | -                          | -                  |